# Feliniopsis inextricans
Feliniopsis inextricans là một loài bướm đêm trong họ Noctuidae.